# 포장마차

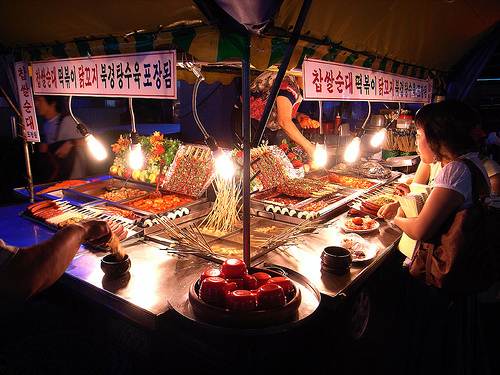
포장마차

포장마차(布帳馬車)는 한국에서 천막을 친 마차 모양의 식당이나 다양한 길거리 음식을 파는 노점이다. 포장마차에서는 호떡, 김밥, 떡볶이, 순대, 어묵, 튀김 혹은 술과 안주를 판매한다.
포장마차는 늦은 밤에 주로 열며 간식이나 술을 마시는 장소로서 인기가 있다. 포장마차에서는 주로 서서 빨리 먹기 좋은 음식이나 포장하기 좋은 음식을 판매한다. 주류를 판매하는 포장마차의 경우 간이의자와 테이블을 구비해 놓는 경우도 많다. 그리고 가격이 저렴하다. 참고로, 대도시를 중심으로 간이 주점 형태의 식당인 이자카야와 실내 포차도 성업 중이다.

## 어원
원래 포장마차는 비바람이나 햇빛을 막기위해 포장(布帳)을 둘러친 마차를 뜻한다. 서부영화에 나오는 웨건(영어: wagon)에 가깝다.

## 용도
포장마차는 주로 밤에 술과 먹을 거리를 간단하게 먹고 마시기에 적합한 장소이다. 또한 음식을 신속하게 서서 먹거나 포장해서 가져갈 수 있고 취식할 동안 앉을 의자를 제공하기도 한다.

## 같이 보기
- 한국 요리
- 길거리 음식
- 노점 (가게)
- 분식